# University of Minnesota Press
University of Minnesota Press est une presse universitaire qui fait partie de l'université du Minnesota. Ses revenus annuels s'élevaient à un peu plus de 8 millions de dollars pour l'exercice 2018.
Fondée en 1925, l'University of Minnesota Press est surtout connue pour ses livres de théorie sociale et de théorie culturelle, de théorie critique, d'études raciales et ethniques, d'urbanisme, de critique féministe et d'études des médias.
University of Minnesota Press publient également un nombre important de traductions d'œuvres majeures de la pensée et de l'érudition européennes et latino-américaines, ainsi qu'une liste diversifiée d'ouvrages sur le patrimoine culturel et naturel de l'État et de la région du haut Midwest.

## Publications
Le catalogue des revues universitaires de l'University of Minnesota Press compte dix publications :
- Buildings & Landscapes: Journal of the Vernacular Architecture Forum
- Critical Ethnic Studies
- Cultural Critique
- Environment, Space, Place
- Future Anterior (en)
- Journal of American Indian Education
- The Moving Image: The Journal of the Association of Moving Image Archivists
- Native American and Indigenous Studies
- Verge: Studies in Global Asias
- Wíčazo Ša Review (en)